# カイザーロール
カイザーロール（ドイツ語: Kaisersemmel、カイザーゼンメル。別名Kaiserbrötchen、カイザーブレートヒェン、Kaiserweck(en)、カイザーヴェック（カイザーヴェッケン））は、オーストリア発祥のロールパン。精白小麦粉、イースト、牛乳、水、油脂、塩から作られ、上面が五つある断片様の対称的な模様に分けられている。これは、型を使用して中央から外側へ向かい表面に放射状の曲がった切れ込みを入れたり、一続きの生地を重ねて王冠状に折りたたんだりすることにより形成されたものである。硬い生地で覆われたロールパンであるハードロールに分類される。カリッとしたカイザーロールは、オーストリア農林省により正式に認可された伝統的なオーストリア料理である。
Semmel（ゼンメル、ラテン語: simila(小麦粉の意)に由来）は、オーストリアとドイツのバイエルン州であらゆる種類のロールパンに共通に使われる名であり、ドイツ北部やドイツ西部では代わりにブレートヒェン（Brötchen）が用いられる。

## 起源

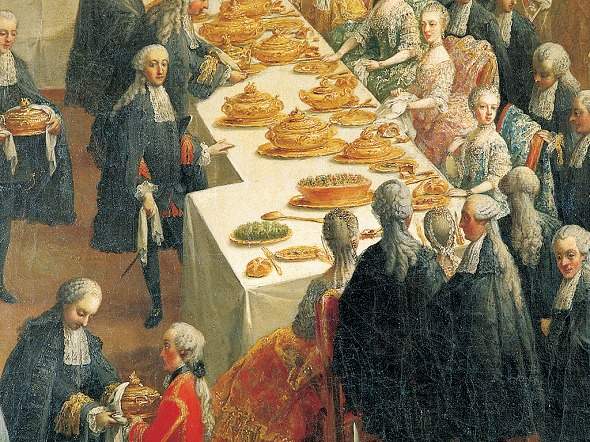
1760年頃のマリア・テレジアの宮廷宴会でのカイザーロール。マルティン・ファン・マイテンスの絵画からの切り抜き。

カイザーロールの起源は、判明していないが、1750年頃には、現在のような形状のパンが存在していた。「カイザーゼンメル」の名称の起源には諸説有り、パン屋の同業組合が1789年に皇帝ヨーゼフ2世 (1741–1790)に代表を派遣し、18世紀当時ハプスブルク君主国の法律により定められていた販売価格の管理統制を撤廃するよう説得した後のことであるとする説、19世紀のフランツ・ヨーゼフ1世による食品・飲料に対する「カイザー」の付与によるものであるとする説、イタリア語a la casaに由来するとする説などがある。
19世紀には、貧しい人々はカイザーロールの代わりにムントゼンメル（Mundsemmeln）やSchusterlaberlnを消費していた。
カイザーロールは伝統的にはオーストリアで見られるが、元々オーストリアハプスブルク帝国であった他の国々、例えばポーランド (ガリツィアではkaizerkaとして知られる)、クロアチア、セルビア、スロベニア (kaizerica)、イタリア、ハンガリー (császárzsemle)、チェコ (kaiserka)などでも、ドイツ、アメリカ合衆国、カナダと同様に人気を博した。イタリアのパン屋は、ロンバルド＝ヴェネト王国でのオーストリア人による統治の間に、ロゼッタやミケッタとして知られる中身が空洞になっている派生系を生み出した。

## 派生料理

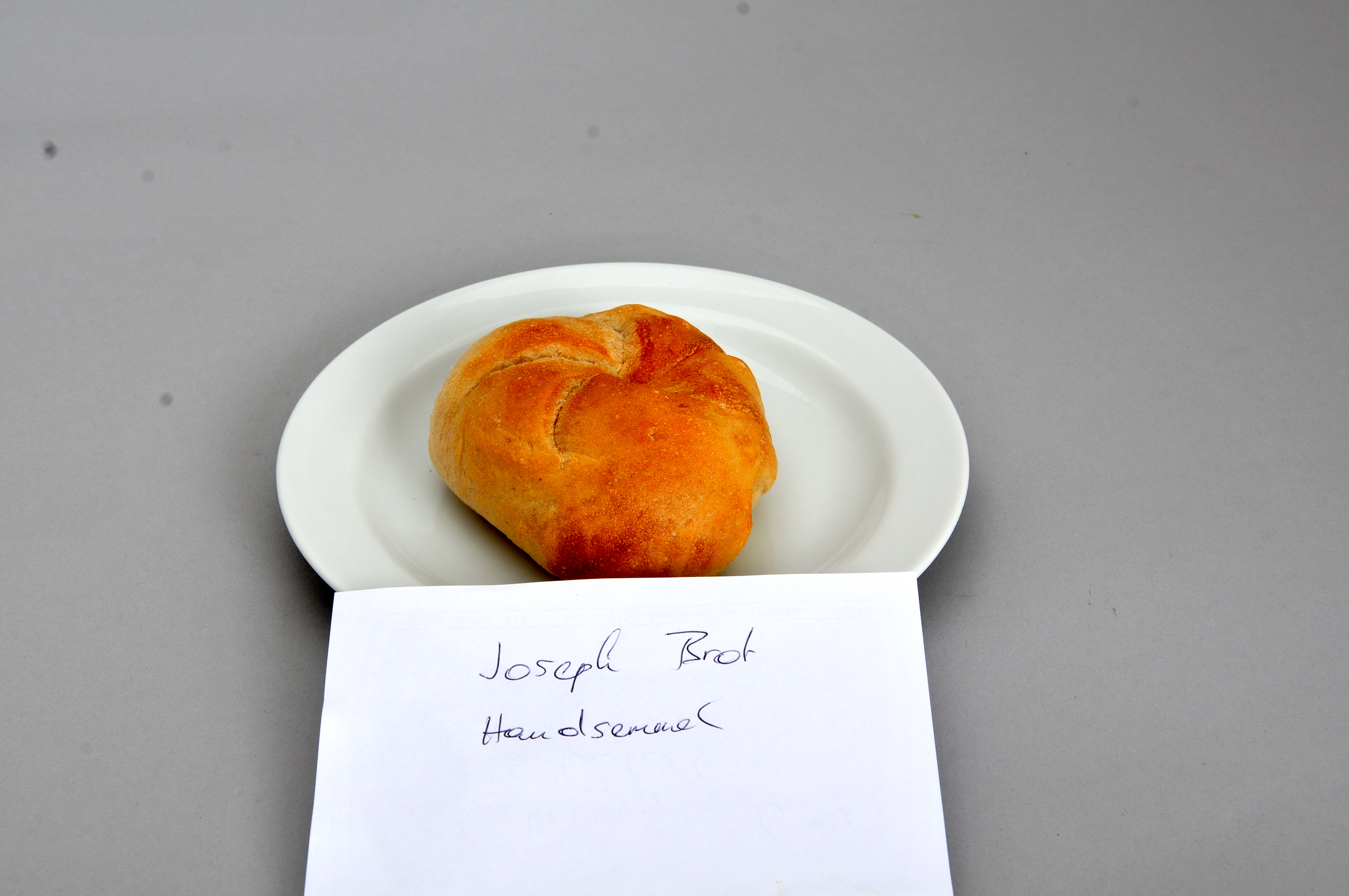
ハンドゼンメル

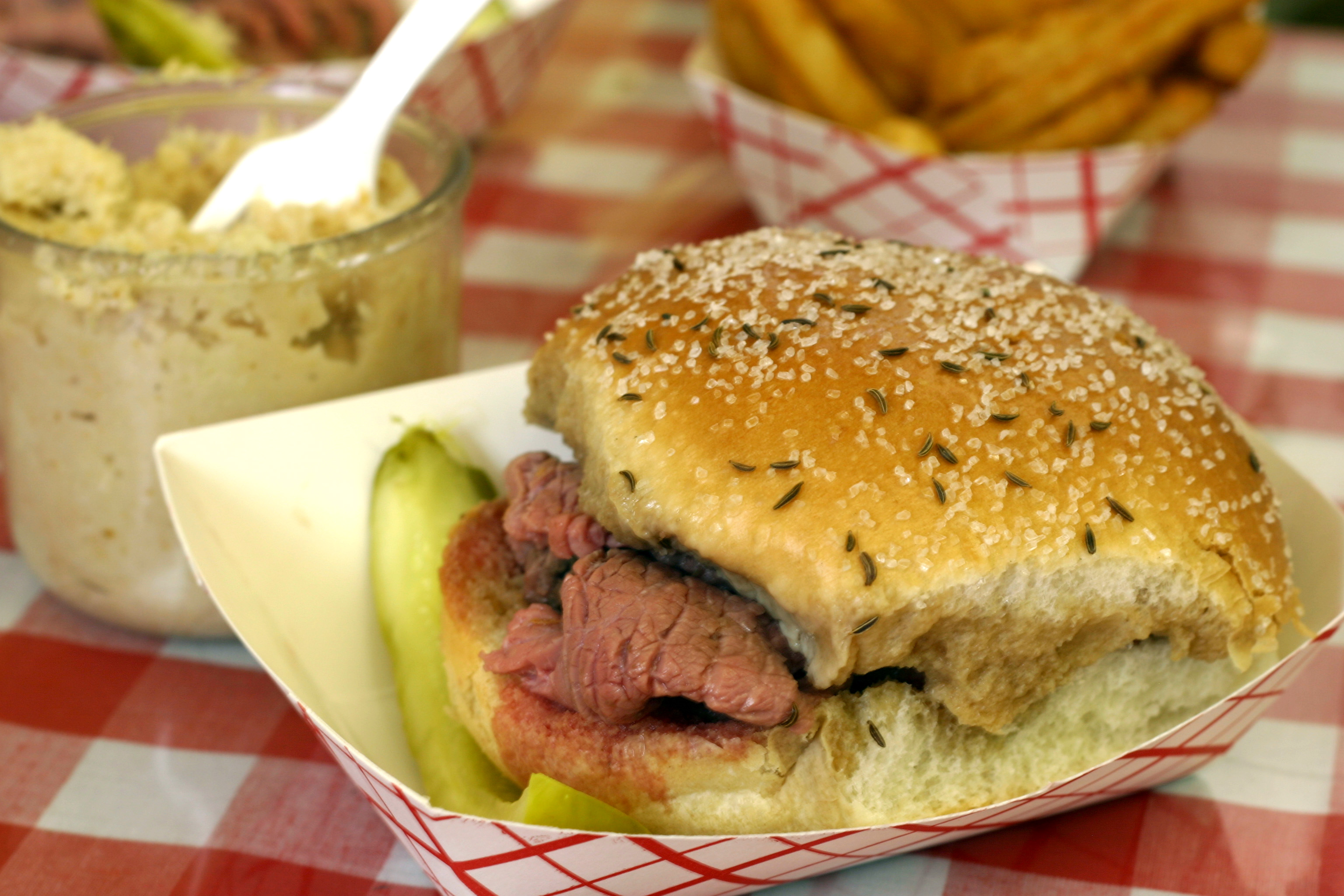
ビーフオンベックサンドイッチ

手製のカイザーロールは、オーストリア食品規格によるとヴィーナー・カイザーゼンメル（Wiener Kaisersemmel、ウィンナー・カイザーロール。手で作られることからハンドゼンメル（Handsemmel）とも）として知られる。
大きさ、使われる小麦粉の種類、トッピングが異なった、一般的なロールパンの多種多様な派生系が存在している。伝統的には何ものせないが、今日のカイザースタイルのロールパンはケシの実、ゴマ、ペピータ (カボチャの種)、アマの種、ヒマワリの種をのせるものも見られる。カイザーロールは典型的なオーストリアの朝食の主要な一部分であり、ふつうはバターとジャムと共にだされる。しばしばアメリカではハンバーガーのような大衆的なサンドイッチのための、またドイツでは (オーストリアでも) レバーケーゼのスライスをはさむためのバンズとして使われる。また、スライスしたエクストラヴルストとピクルスが使われたサンドイッチ(Wurstsemmel)や、ヴィーナー・シュニッツェルの一種が使われたサンドイッチ(Schnitzelsemmel)もある。"Kummelweck"(時折"kimmelweck"とも"kümmelweck"とも発音され、オーストリア語のKümmelweckerlに由来する。)とよばれる派生料理は、上部にコーシャーソルトとキャラウェイが添えられており、アメリカではバッファロー地域の名物料理であるビーフ・オン・ウェックというサンドイッチに必要不可欠な要素である。いずれの場合でも、カイザーロールを手で割ったり直接かじるのではなく、横からナイフを入れて上下に切り分ける方法が一般的である。
日本のハンバーガーチェーンのロッテリアはカイザーロールで具を挟んだ『カイザーサンド』を販売していた。